# Bumiharjo, Magelang
Bumiharjo är en administrativ by i Indonesien.   Den ligger i provinsen Jawa Tengah, i den västra delen av landet, 400 km öster om huvudstaden Jakarta.
Tropiskt monsunklimat råder i trakten. Årsmedeltemperaturen är 23 °C. Den varmaste månaden är oktober, då medeltemperaturen är 26 °C, och den kallaste är januari, med 22 °C. Genomsnittlig årsnederbörd är 2 802 millimeter. Den regnigaste månaden är januari, med i genomsnitt 538 mm nederbörd, och den torraste är september, med 8 mm nederbörd.